# Alice Galimberti
Pour les articles homonymes, voir Schanzer et Galimberti.
Alice Schanzer Galimberti (née Schanzer, née à Vienne (Autriche), le 18 novembre 1873 et morte à Coni le 4 janvier 1936, est une poétesse, traductrice et critique littéraire italienne.
Elle remporte le prix Rose Mary Crawshay de la British Academy en 1927 pour son étude de Algernon Swinburne.

## Biographie
Alice Schanzer est née à Vienne, troisième des quatre enfants de Luigi Schanzer, un financier, et d'Amalia Grunberg, une pianiste. L'un de ses frères est Carlo Schanzer, un homme politique et un juriste. Polyglotte, elle parle couramment l'allemand, l'italien, le français et l'anglais dès son enfance. Elle vit à Trieste, à Milan et à Rome, où elle fréquente le lycée et l'université. À La Sapienza, elle étudie la littérature. En 1902, elle épouse Tancredi Galimberti, alors ministre des Postes du gouvernement Zanardelli. L'année suivante, elle s'installe avec lui à Coni, où naissent leurs fils, Carlo Enrico et Tancredi (Duccio).
En 1901, paraît son premier recueil de vers Motivi e Canti, loué par Giosuè Carducci. Elle commence à étudier la littérature anglaise, en particulier la poésie de Swinburne, Watts-Dunton et Spenser. En 1919, elle commence à enseigner la langue et la philosophie anglaise à la Faculté des Lettres de l'Université de Messine. Ses travaux sur le Risorgimento et Giuseppe Mazzini sont bien accueillis. Elle écrit également sur les préraphaélites et la famille Rossetti. Elle contribue à de nombreux essais à l'Histoire de l'art italien d'Adolfo Venturi. Elle publie également des articles sur les artistes piémontais - Bistolfi, Delleani, Grosso, Gaidano, Olivero - dont elle et son mari collectionnent les œuvres. Son important ouvrage sur Edmund Spenser est publié à titre posthume en 1938 par son fils Duccio.
Galimberti tient plusieurs séries de journaux intimes, couvrant non seulement sa vie personnelle et ses humeurs, mais aussi le point de vue de ses enfants. Elle tient des carnets de voyage, en particulier celui de son unique voyage en Angleterre - en 1933 - après une vie passée à étudier la littérature anglaise, qui détaille ses itinéraires et les personnes qu'elle rencontre - dont certaines avec lesquelles elle correspond depuis des années mais qu'elle ne connait pas personnellement.
Les archives familiales Galimberti de Coni, dont elle est la principale responsable de la constitution, conservent la documentation de son activité critique et littéraire et de son dense réseau de relations avec des intellectuels italiens et étrangers.
Alice Galimberti meurt le 4 janvier 1936, après une brève maladie.

## Œuvres choisies
- Il Romenticismo in Italia, Perugia, Tipografia Umbra, 1899
- Motivi e canti, Bologna, Zanichelli, 1901
- L'Ariosto inglese, Rome, Nuova Antologia, 1903
- La Clitennestra medioevale, Rome, Nuova Antologia, 1908
- Misticismo mazziniano, Rome, Nuova Antologia, 1912
- L'ultimo dei Rossetti, Rome, Nuova Antologia, 1915
- Giuseppe Mazzini nel pensiero inglese, Rome, Nuova Antologia, 1919
- Dante nel pensiero inglese, Florence, Le Monnier, 1921
- L'aedo d'Italia: Algernon Charles Swinburne, Rome, Sandron, 1925
- Canti nell'ombra, Milan, Unitas, 1928
- Luci mazziniane nel sindacalismo nazionale, Rome, Pensiero e azione, 1929
- Canti di pace e canti di battaglia, Bologne, Zanichelli, 1931
- Carducci in Inghilterra, Rome, Nuova Antologia, 1935
- Edmondo Spenser l'"Ariosto inglese", Turin, Gambino, 1938
- Al limitare del sogno: poesie e scritti d'arte, Turin, Aragno, 2007 (ISBN 9788884193261)